# Þórður mjögsiglandi Björnsson
No confundir con Þrándur mjögsiglandi Bjarnarson
Þórður mjögsiglandi Björnsson (apodado Thordhur el gran navegante, 870 - 935) también Höfða-Þórður (Hofdha-Thordhur) fue un caudillo vikingo de Höfðaströnd (Skagafjörður), Staður í Grunnavík, Norður-Ísafjarðarsýsla en Islandia. Es el primer referente del clan familiar de los Þórðarniðjar en la isla.
Era hijo de Björn byrðusmior Hróaldsson (840 - 920), nieto de Hróaldur Ásleiksson (800 - 872), y bisnieto de Ásleikur Björnsson (n. 770). Según Landnámabók, Ásleikur era hijo de Björn Ragnarsson, por lo tanto Höfða-Þórður era descendiente directo de Ragnar Lodbrok.
Höfða-Þórður y otro colono, Sleitu-Björn Hróarsson acordaron repartirse la mitad de Unadalur y la otra mitad de Deildardalur, lo que induce a pensar que hubo varios asentamientos por separado que obligaban a negociar a los recién llegados para delimitar las propiedades, ausentes de los listados que aparecen en las fuentes históricas. Otro caso parecido es la cesión de Sæmundur suðureyski de parte del territorio de Höfðaströnd a su sobrino Hrólleifur Arnaldsson.
Algunas fuentes mencionan a Þórður como medio hermano de Eyvind del Este, pero es posible que se deba a una confusión con otro personaje de la saga de Grettir llamado  Þrándur mjögsiglandi Bjarnarson. 
Þórður mjögsiglandi fue el primer goði del clan familiar de los Þórðarniðjar que lleva su nombre. Destaca en la historia de Islandia por su amplia descendencia y los vínculos familiares que creó con otros prominentes clanes familiares de la isla. Se casó con Þorgerður Þórðardóttir (n. 869), nieta de Kjarvalr Írakonungr (m. 888) y bisnieta de Dunghal MacFearghal (760 - 842), reyes de Osraige en Irlanda, y tuvo 19 hijos e hijas:
1. Þorgeir Þórðarson (n. 891)
2. Þorvaldur Þórðarson (n. 892)
3. Bárður Þórðarson (n. 893)
4. Þuríður Þórðardóttir (n. 894), según la saga de Víga-Glúms, se casó con Þorvaldur Refsson de Skagafjarður en 921.[7]
5. Sóxólfur Þórðarson (n. 897)
6. Björn Þórðarson (n. 900), según la saga de Víga-Glúms,[8] se casó con Þuríður Refsdóttir (n. 910) en 939 y fueron los progenitores de Arnór Björnsson y  Þórdís Björnsdóttir (n. 940), la que sería esposa de Ásgrímur Elliða-Grímsson.
7. Þorgrímur Þórðarson (n. 901)
8. Hróar Þórðarson (n. 902)
9. Knör Þórðarson (n. 904)
10. Þormóður Þórðarson (n. 905)
11. Steinn Þórðarson (n. 907)
12. Þórlaug Þórðardóttir (n. 908), según la saga de Laxdœla se casó con Arnbjörn Björnsson de Ísafjörður en 944.[9]
13. Herdís Þórðardóttir (n. 910), según la saga Ljósvetninga se casó con Atli Eilífsson de Laxardal en 949.[10]
14. Friðgerður Þórðardóttir (n. 910), se casó con Þórarinn Þórðarson (nieto de Olaf Feilan) de Hvammr en 959.
15. Arnbjörg Þórðardóttir (n. 912)
16. Arnleif Þórðardóttir (n. 912)
17. Ásgerður Þórðardóttir (n. 914)
18. Þorgríma Þórðardóttir (n. 916)
19. Snorri Þórðarson (n. 917), se casó con Þórhildur Þórðardóttir, hija de Þórðr Óleifsson, en 924. Entre su descendencia más notable, se encuentra su nieto Thorfinn Karlsefni, uno de los primeros colonos en Vinland.[11]